# Sebastian Winne
Sebastian Winne (* um 1980) ist ein deutscher Jazz- und Fusionmusiker (Schlagzeug).

## Wirken
Winne hatte zwölf Jahre lang Schlagzeug-Unterricht bei Leonard Gincberg in Korschenbroich und hörte sein erstes Jazzkonzert im Liedberger Sandbauernhof. Bis 2007 studierte er dann Jazz-Schlagzeug bei Michael Küttner an der Hochschule für Musik und Tanz Köln.
Mit Lutz Streun und Til Schneider bildete Winne 2008 das Jazz-Crossover-Trio Three Fall, das seit 2009 mehrere Alben bei Konnex und ACT vorlegte und auf Festivals wie den Leverkusener Jazztagen, Elbjazz, JazzBaltica oder Jazzfestival Viersen auftrat. Weiterhin ist er der Schlagzeuger im Rundfunk-Tanzorchester Ehrenfeld, das in der Fernsehsendung ZDF Magazin Royale musiziert, aber auch mit Jan Böhmermann auf Tournee war.
Winne spielt zudem als Sideman im Holger-Werner-Trio, bei Albrecht Schrader und bei Melane Nkounkolo; auch ist er als Workshop-Dozent tätig. Er unterrichtete Meisterklassen am ArtEZ-Konservatorium in Arnheim, an der Music Academy Qatar und am Xinghai-Konservatorium in Guangzhou. Weiterhin ist er auf Tonträgern von Analogue Birds, Vahid Matejko und Beat Clint zu hören.